# 朱皓
朱皓 （？年—195年），字文明，會稽郡上虞人（今浙江省上虞）人，東漢大司農朱儁之子，官至豫章太守。

## 生平
興平二年（公元195年），接受朝廷詔命出任豫章太守，與劉繇聯合攻打袁術任命的豫章郡太守諸葛玄，諸葛玄退守西城。劉繇沿江西上，在彭澤駐軍，派笮融協助朱皓攻打諸葛玄。許劭對劉繇說：「笮融出兵，不講名節不顧信義，朱皓以誠待人，必須讓朱皓提防笮融。」笮融抵達後，果然使詐殺死朱皓，接管豫章事務。

## 家庭

### 父族
- 朱儁，父，東漢末年大司農。
- 朱符，兄，官至交趾刺史。

## 評價
- 許劭：朱文明喜推誠以信人。[2]
- 柏楊：笮融先生之所以能通行無阻，在於太多人對善惡不能分辨，薛禮先生照樣向他張開雙臂，撃斬薛禮後，朱皓先生照樣向他張開雙臂。《柏楊版資治通鑑》